# Diogmites fasciatus
Diogmites fasciatus är en tvåvingeart som först beskrevs av Macquart 1834.  Diogmites fasciatus ingår i släktet Diogmites och familjen rovflugor. Inga underarter finns listade i Catalogue of Life.